# Procedimiento concursal
El procedimiento concursal, bajo la supervisión del Juez y el nombramiento de una Administración concursal, busca lograr la solución integral para las obligaciones pendientes de pago de un deudor, ya sea mediante un convenio o mediante la liquidación forzada de sus activos, cuando se carece de liquidez o dinerario suficiente para afrontar tales obligaciones en un momento dado, aunque se tenga patrimonio que pueda ser realizado.
Existe quiebra, y así es declarado en el proceso concursal, cuando el patrimonio total de un deudor es de valor inferior al conjunto de deudas que tiene asumidas.
Cuando un deudor es declarado insolvente, pueden ocurrir dos situaciones:
- Que su insolvencia sea temporal, debido a falta de liquidez que le impida hacer frente momentáneamente a sus deudas.
- Que su insolvencia sea prácticamente definitiva, por no tener activos suficientes para hacer frente a sus deudas.

En ambos casos se accede a un procedimiento concursal, que variará según la legislación pero que normalmente tiene dos vías de salida:
1. Acuerdos de quita y espera: En donde los acreedores, con el fin de cobrar al menos parte de su deuda, acuerdan disminuir un porcentaje del capital pendiente y, en su caso, diferir su vencimiento.
2. Procedimiento de liquidación de bienes: Al cual se llega si no ha sido posible llegar a suficientes acuerdos de quita y espera. Los acreedores se ordenarán por orden de prelación de sus créditos, e irán cobrando en orden hasta que se acaben los bienes por liquidar.

En España, esta situación es regulada por el texto refundido de la Ley Concursal (Real Decreto Legislativo 1/2020, de 5 de mayo).